# Eduardo Medina Mora

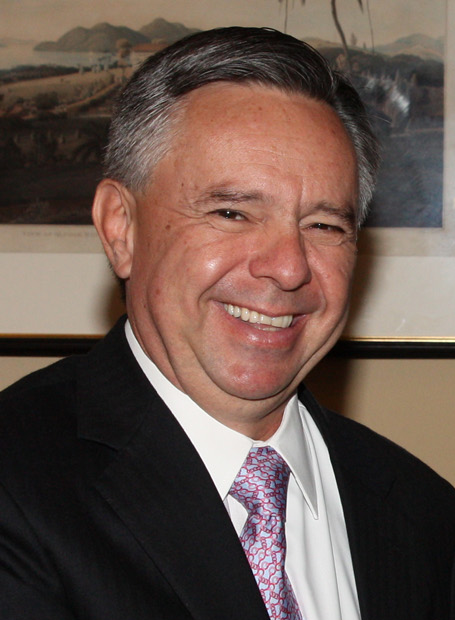
Eduardo Medina Mora (2012)

Eduardo Tomás Medina Mora Icaza (Mexico-Stad, 30 januari 1957) is een Mexicaans jurist.
Medina Mora studeerde recht aan de Nationale Autonome Universiteit van Mexico (UNAM). Hij werkte jarenlang als advocaat en was van 2000 tot 2005 directeur van het Nationaal Inlichtingen- en Veiligheidscentrum (CISEN). In 2005 werd hij tot minister van publieke veiligheid benoemd nadat zijn voorganger Ramón Martín Huerta bij een helikopterongeluk om het leven was gekomzen.
Op 1 december 2006 benoemde president Felipe Calderón Medina Mora tot minister van justitie, een aanstelling die een week later door de Kamer van Senatoren werd bevestigd. Hij behield die functie tot september 2009.